# Leopold Witte

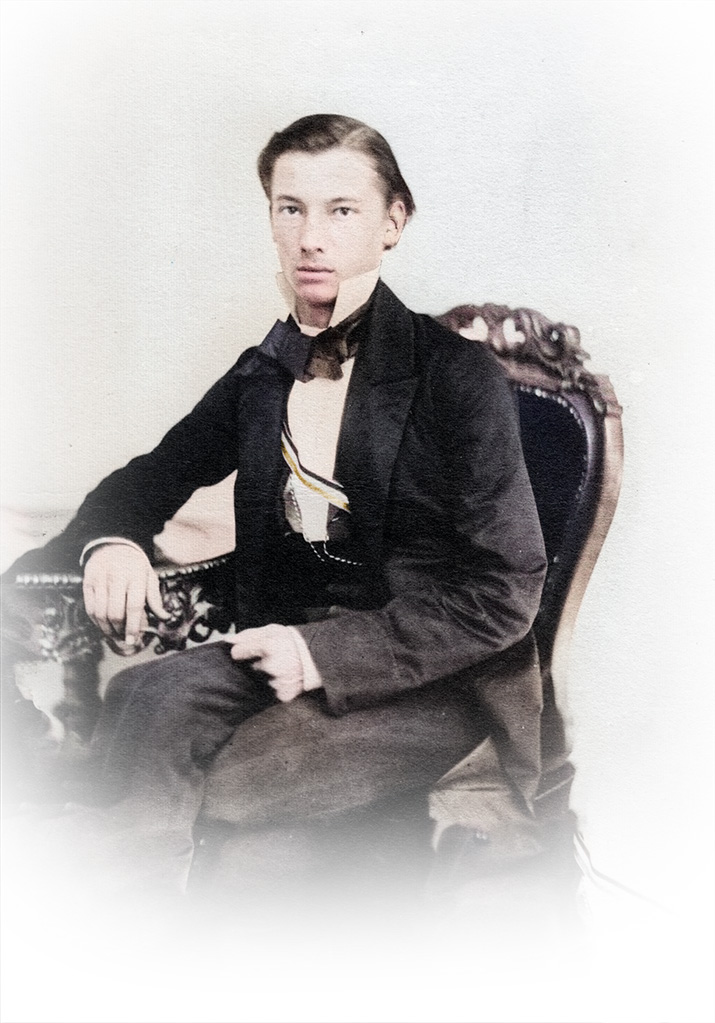
Leopold Witte als Wingolfit, 1855

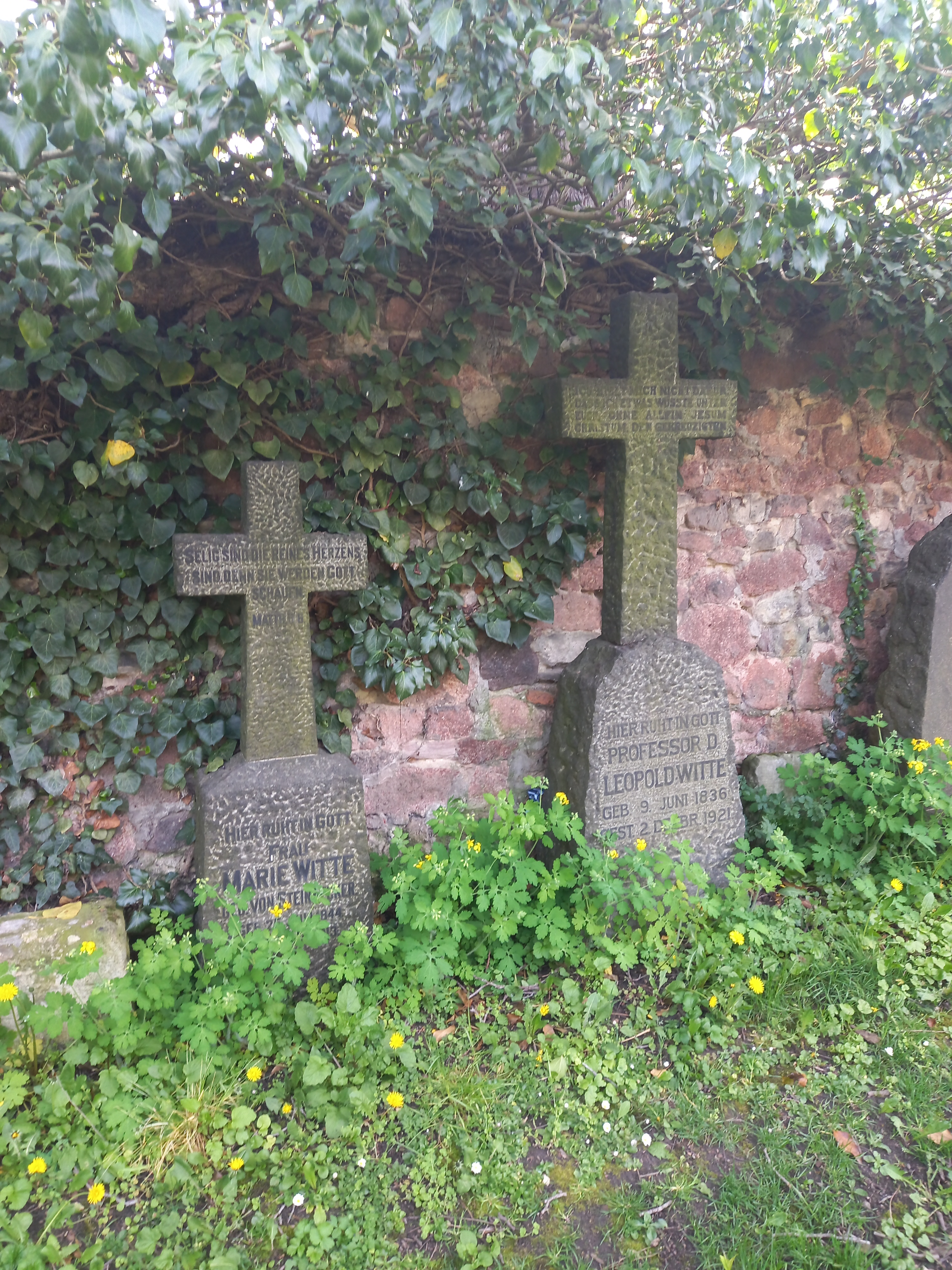
Das Grab von Leopold Witte und seiner Ehefrau Marie, geborene von Steinaecker, auf dem evangelischen Laurentiusfriedhof in Halle

Leopold Heinrich Durante Witte (* 9. Juni 1836 in Halle an der Saale; † 2. Dezember 1921 ebenda) war ein evangelischer Geistlicher und Pädagoge.

## Leben
Witte war Sohn des Dante-Forschers Karl Witte (1800–1883) und dessen Frau Auguste Melanie Charlotte, geb. von Gilgenheimb (1806–1880). Er besuchte die Latina der Franckeschen Stiftungen in Halle und studierte ab 1853 in Heidelberg und Halle evangelische Theologie, wo er den christlichen Studentenverbindungen des Wingolfs beitrat. Vor 1860 war er zeitweilig Hauslehrer an der Gesandtschaft Preußens in Rom. 1861 bestand er in Magdeburg das zweite theologische Examen. Am 28. Februar 1861 wurde er in Berlin ordiniert.
Seine erste Pfarrstelle trat Witte in Cöthen bei Eberswalde an. Am 29. November 1865 heiratete er in Halle Marie Hedwig Gerhardine von Steinaecker (1843–1913), eine Tochter des preußischen Generals der Infanterie Friedrich von Steinaecker. 1873 bis 1879 hielt er sich in den Vereinigten Staaten auf. 1879 wurde er Professor und geistlicher Inspektor sowie Superintendent von Schulpforta. 1888 wurde er Ehrendoktor der Theologie an der Universität Greifswald. Am 1. April 1900 wurde er emeritiert. Er lebte zuletzt in Halle.
Ab 1896 war Witte Mitglied der Akademie gemeinnütziger Wissenschaften zu Erfurt.

## Werke
Witte war Autor der Biografie seines Lehrers August Tholuck, dem er auch theologisch nahestand, mit dem Titel Das Leben D. Friedrich August Gotttreu Tholuck’s (zwei Bände, 1884–86). Seine Abhandlungen über den Humanisten Pietro Carnesecchi und die Italienische Inquisition Pietro Carnesecchi. Ein Bild aus der italienischen Märtyrergeschichte (1883) wurden auch ins Englische übersetzt und als A glance at the Italian Inquisition. A sketch of Pietro Carnesecchi : his trial before the supreme court of the papal inquisition in Rome, and his martyrdom in 1566 (John Thomas Betts, 1885) veröffentlicht. Weitere Werke sind:
- Das Evangelium in Italien. Ein zeitgeschichtlicher Versuch, 1862
- Erhaltung und Pflege kirchlichen Sinnes und christlicher Erkenntnis in der Gemeinde der Erwachsenen, 1876
- Die religiöse Frage in Italien, 1877
- Italien (= Bausteine zur Geschichte des Gustav-Adolph-Vereins, Bd. II), hg. von Wilhelm Pressel, 1878
- Evangelische Religionslehre, 1889
- Was verdankt Preußen der Reformation?, 1890
- Der rechte Gott zu Zion. Predigten aus dem Alten Testament, ²1891
- Friedrich der Grosse und die Jesuiten, 1892
- Die Erneuerung der Schlosskirche zu Wittenberg. Eine That Evangelischen Bekenntnisses, 1894
- Richard Rothe über Jesus als Wundertäter, 1907[4]